# Lactobacillus homohiochii
Lactobacillus homohiochii è una specie di batterio appartenente alla famiglia delle Lactobacillaceae.